# Малая Ефремова
Малая Ефремова — деревня в Талицком городском округе Свердловской области России.

## Географическое положение
Деревня Малая Ефремова находится в 21 километрах (по дорогам в 28 километрах) к северо-западу от города Талицы, на левом берегу реки Юрмыч — левого притока реки Пышмы.
На противоположном берегу Юрмыча, немного ниже по течению, расположена деревня Большая Ефремова.

## Население
| 2002 | 2010 |
| ---- | ---- |
| 0    | →0   |